# Mysidia punctifera
Mysidia punctifera är en insektsart som beskrevs av Metcalf 1938. Mysidia punctifera ingår i släktet Mysidia och familjen Derbidae. Inga underarter finns listade i Catalogue of Life.